# Montcony
Montcony település Franciaországban, Saône-et-Loire megyében. Lakosainak száma 251 fő (2022. január 1.). Montcony Saint-Germain-du-Bois, Le Fay, Frangy-en-Bresse és Saint-Usuge községekkel határos.

## Népesség
A település népességének változása:
| Lakosok száma | 295  | 285  | 279  | 266  | 261  | 256  | 250  | 251  | 251  |
|               | 2013 | 2015 | 2016 | 2017 | 2018 | 2019 | 2020 | 2021 | 2022 |